# Jules-Élie Delaunay

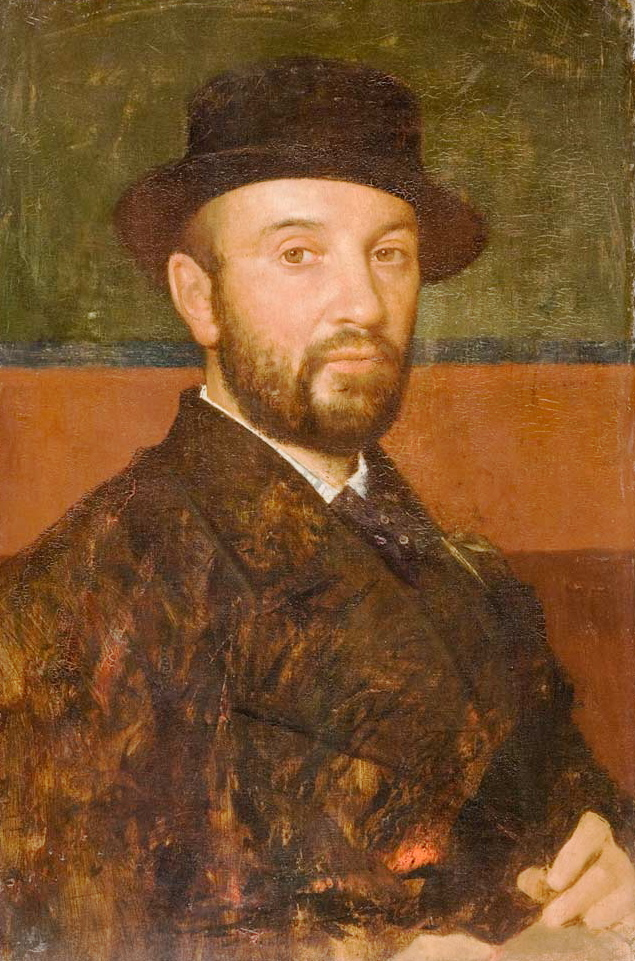
Autoportret (c.1860)

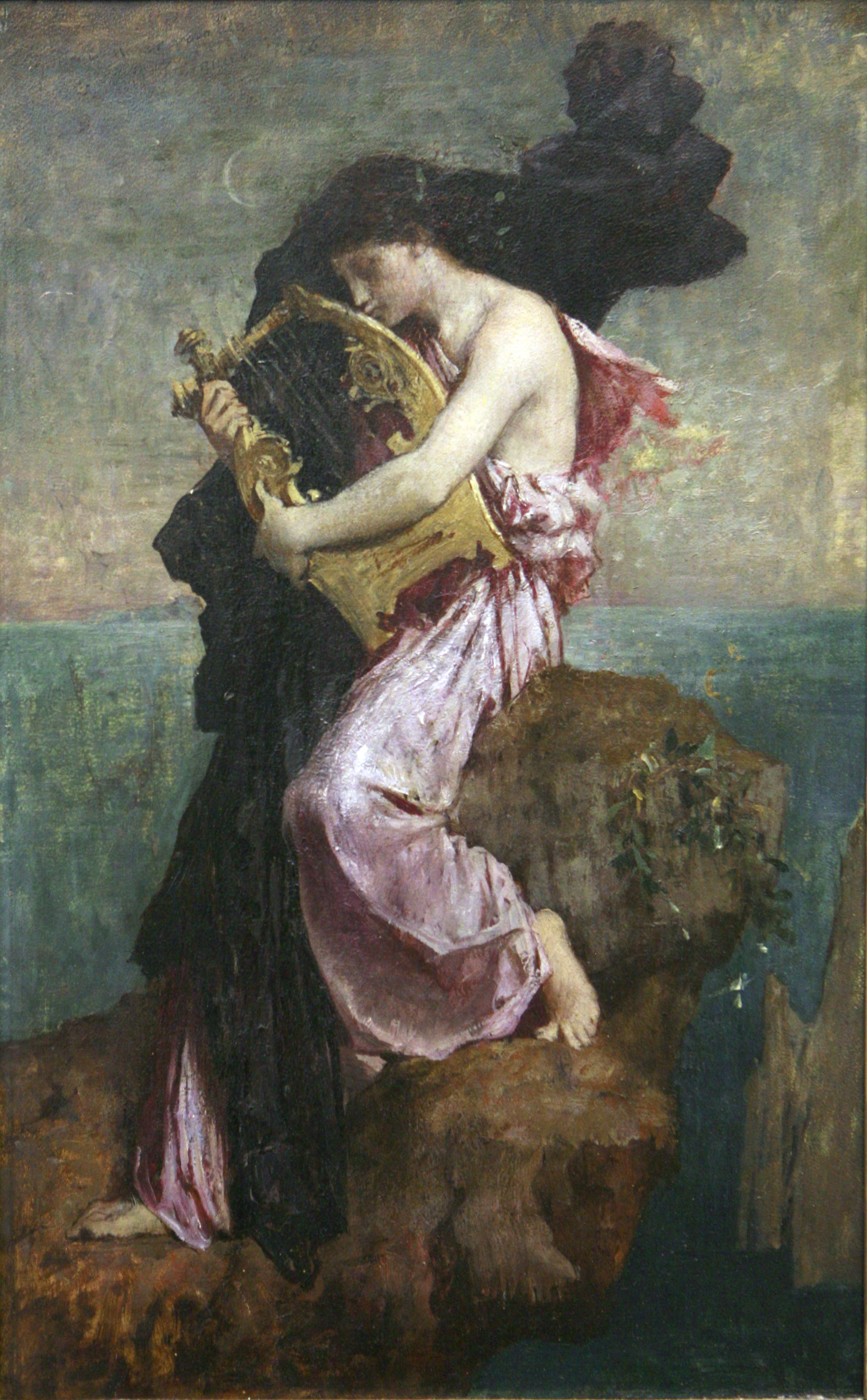
Safo sărutându-și lira, ulei pe pânză

Jules-Élie Delaunay (n. 13 iunie 1828, Nantes, Franța – d. 5 septembrie 1891, Paris, Île-de-France, Franța) a fost un pictor academic francez.

## Biografie
S-a născut la Nantes, în departamentul Loire-Atlantique din Franța. Delaunay a studiat sub îndrumarea lui Flandrin, iar la École des Beaux Arts din Paris sub îndrumarea lui Lamothe⁠(d). A lucrat în maniera clasicistă a lui Ingres până când, după ce a câștigat Prix de Rome, a plecat în Italia; în 1856 și a abandonat idealul perfecțiunii rafaelesciene pentru sinceritatea și severitatea quattrocentiștilor.
După întoarcerea sa de la Roma, i s-au încredințat multe comenzi importante pentru picturi decorative, precum frescele din biserica Sfântul Nicolae din Nantes; cele trei panouri ale lui Apollo, Orpheus și Amphion la Opera din Paris; și douăsprezece tablouri pentru sala mare a consiliului de stat din Palais Royal.
Scenele din viața Sfintei Genoveva⁠(d), pe care le-a proiectat pentru Panthéon, au rămas neterminate la moartea sa. Muzeul d'Orsay are faimoasa sa pictură Ciuma din Roma (prezentată la Salonul din 1869) și o figură nudă a Dianei; iar Muzeul din Nantes, Lecția de flaut.
În ultimul deceniu al vieții, a obținut o mare popularitate ca portretist. Printre subiecții săi s-au numărat „Mama” sa și „Mademoiselle Toulmouche”.
A primit o medalie clasa întâi la Expoziția de la Paris din 1878 și medalia de onoare în 1889. În 1878 a devenit ofițer al Legiunii de Onoare, iar în anul următor a fost numit membru al Institutului. Jules-Élie Delaunay a murit la Paris în 1891.